# Alchemilla tephroserica
Alchemilla tephroserica é uma espécie de rosácea do gênero Alchemilla, pertencente à família Rosaceae.